# Atlantis (Westerland)

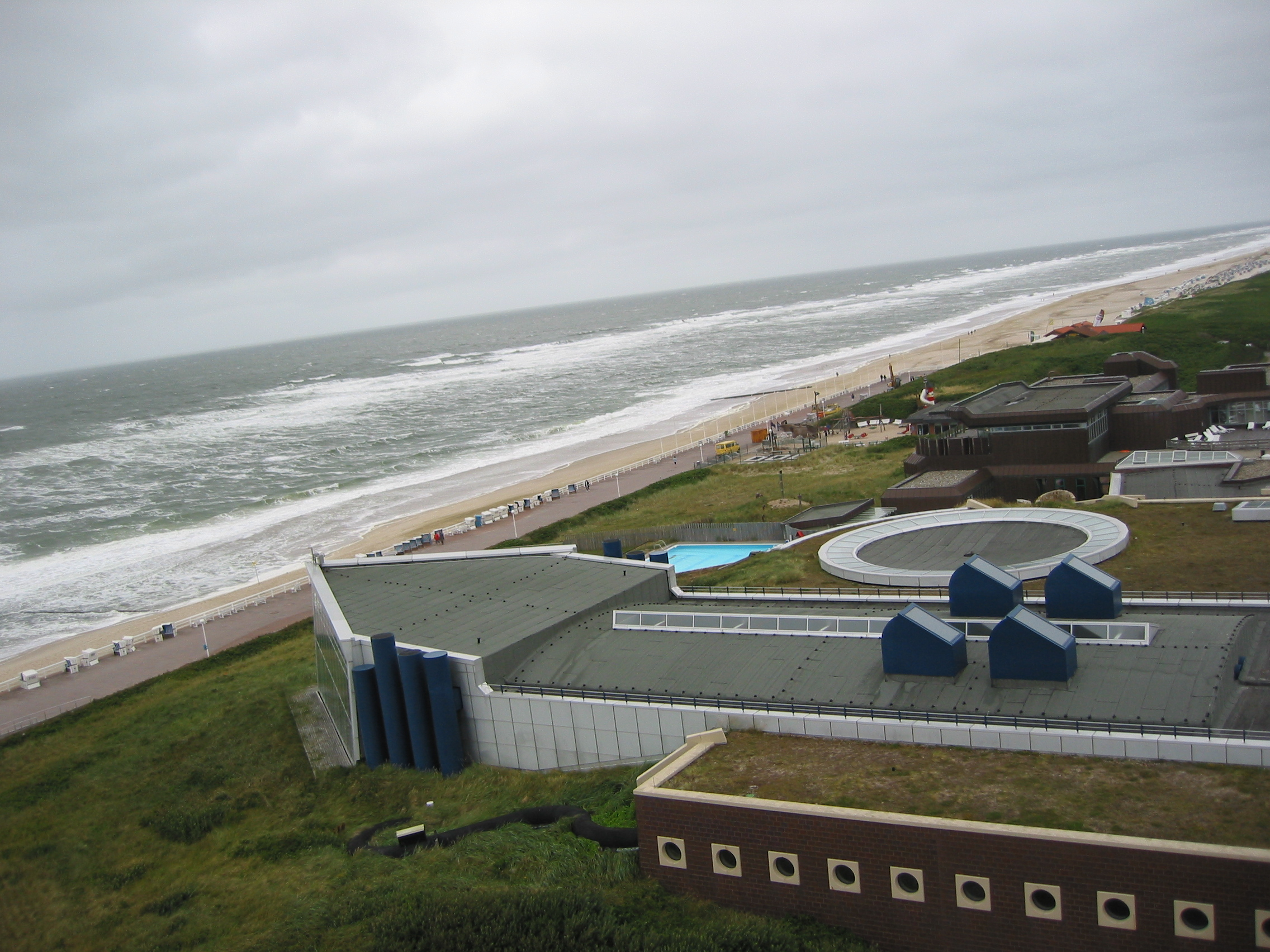
Das Schwimmbad Sylter Welle liegt dort, wo das Atlantis gebaut werden sollte.

Das Atlantis sollte ein Hotel in Westerland auf Sylt werden. Das Gebäude sollte mit 100 Metern Höhe das größte Gebäude der Insel werden und ein neues Kurmittelhaus enthalten. Nach heftigen lokalen Auseinandersetzungen verhinderte schließlich das Innenministerium von Schleswig-Holstein das Gebäude und entzog der Gemeinde Westerland für einige Jahre die Planungshoheit. Heute steht an der geplanten Stelle das Freizeitbad Sylter Welle.

## Vorgeschichte

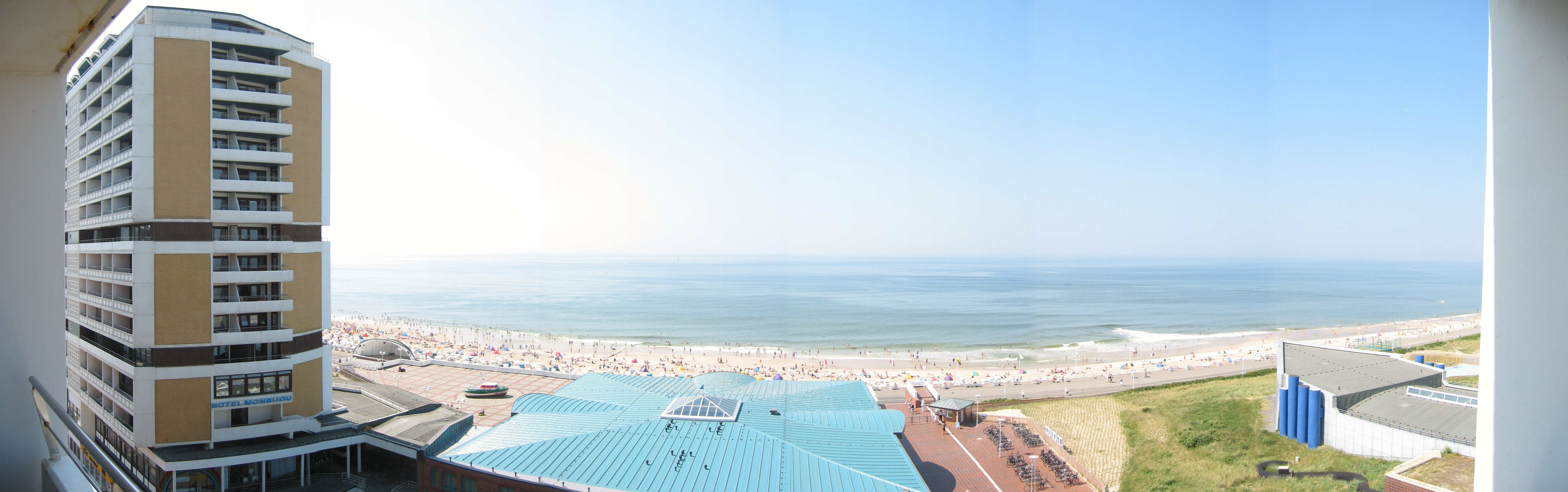
Von Bense gebautes neues Kurzentrum (links) und der ehemalige Bauplatz (rechts).

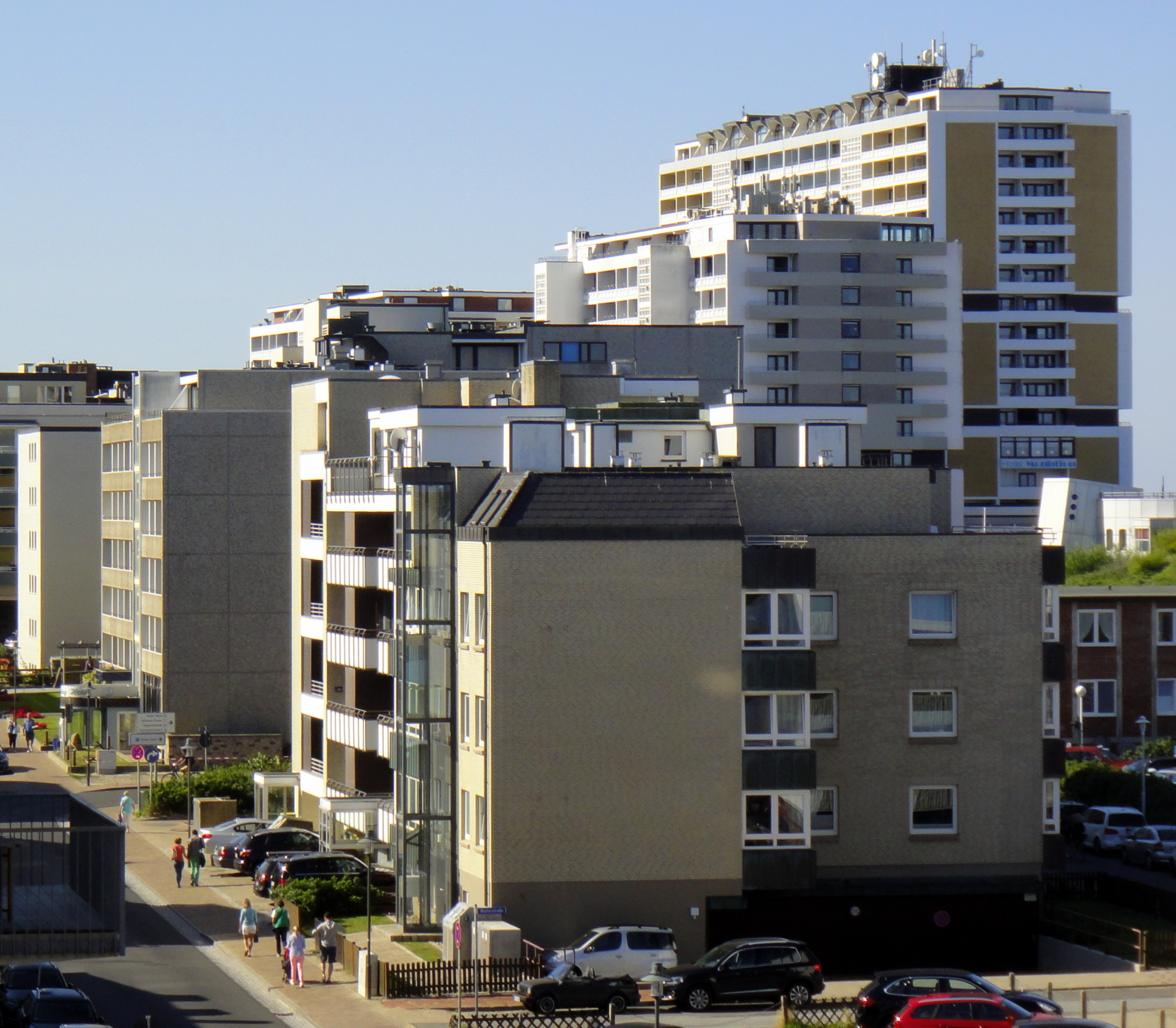
Neues Kurzentrum Westerland und typische Hotelbauten der Atlantis-Zeit.

In den Jahrzehnten nach dem Zweiten Weltkrieg wandelte sich Sylt zu einem Zentrum des Tourismus. In wenigen Jahren entstanden zahlreiche Neubauten und die ersten großen Hotels. Erst 1960 war die erste Verkehrsampel in Westerland nötig, bereits im Jahr 1970 übernachteten 188.000 Kurgäste auf Sylt. Besonders auffallend war dabei das durch das Stuttgarter Unternehmen Hausbau Bense gebaute neue Kurzentrum, das Mitte der 1960er Jahre direkt am Strand in Westerland entstand. Es bestand aus drei Hochhäusern, die bis heute das Westerländer Stadtbild prägen. Das größte, direkt gegenüber der Musikmuschel am Strand, hatte 13 Stockwerke und überragte alle anderen Gebäude. In ihm befanden sich Ferienwohnungen, mehrere Hotels und öffentliche Einrichtungen. Nach dem Erfolg mit dem Kurzentrum wollte der Bauunternehmer Bense einen noch größeren Hotelbau erschaffen.

## Planungen
Die Planungen für den Bau wurden 1969 öffentlich. Nach den ursprünglichen Planungen sollte das Haus 33 Stockwerke und eine Tiefgarage haben. Geplant waren 750 Appartements mit 3000 Betten und 1500 Parkplätze in der Tiefgarage. Die ursprünglich geplanten Kosten betrugen 100 Millionen DM. Zusätzlich sollten 16 Millionen in ein ins Atlantis integriertes Kurmittelhaus für die Gemeinde fließen, für das Bense der Gemeinde 10 Millionen DM geben wollte. Um den Namen zu finden, schrieb die Baufirma einen Wettbewerb unter den Kurgästen aus. Im Laufe der Diskussionen schrumpfte die Projektplanung.
Gebaut werden sollte das Gebäude durch die „Architektengruppe Atlantis“ an der verschiedene Architekturbüros beteiligt waren. Bis Juli 1971 hatte die Baugruppe etwa sechs bis sieben Millionen DM in die Planung investiert und bereits 200 Wohnungen verkauft.

## Widerstand
Der „Turmbau zu Sylt“ war auch in der Bevölkerung umstritten. Auf Initiative des örtlichen Heilpraktikers Gerd P. Werner gründete sich die „Bürgerinitiative Appartement-Baustopp“, später umbenannt in „Bürgerinitiative Sylt“, die gegen den Bau mobilisierte. Die Punkte, die kritisiert wurden, waren die Belastung durch Verkehr und Müll, die der Bau bringen würde, die optische Wirkung auf das Ortsbild und der Vorwurf, dass „inselfremde Finanzgruppen“ die Einheimischen von der Insel verdrängten. Eine Unterschriftenliste gegen das Projekt brauchte 18373 Unterschriften.
Im Zuge der eskalierenden Auseinandersetzungen warfen Gegner des Baus Scheiben ein und zerstachen Reifen. Es kam zu Strafanzeigen und anonymen Drohungen. Am 23. November 1971 fand in Westerland eine Demonstration mit 1000 Teilnehmern statt.
Während die Sylter Rundschau für einige Zeit zur „interessantesten“ Diskussionsplattform zum deutschen Umweltschutz wurde, schloss sich die überregionale Presse dem Widerstand an. Der Spiegel bezeichnete das geplante Hochhaus im Herbst 1971 als „Mahnmal der Manipulation“ und warnte vor „Randgruppen der Gesellschaft“, die in den Ferienwohnungen einziehen würden. Die Zeit prangerte „die grassierende Sucht nach Profit und immer mehr Profit“ an, die diesen „Betonklotz“ entstehen ließ, und feierte den endgültigen Stopp des Projekts als „Sieg auf Sylt“. Die ARD titelte den Beitrag zum Thema als Sylter Selbstmord?

## Diskussionen im Stadtrat
In der Stadt selber war der Kurdirektor Petersen ein Verfechter des Baus, der die ganzen Auseinandersetzungen über für das Hotel eintrat. Der Westerländer Stadtrat stimmte mehrfach den Planungen zu. In einer ersten Abstimmung im April 1971 stimmte der Stadtrat mit 16 zu 4 für den notwendigen Bebauungsplan („Bebauungsplan Nord 25“) für ein Gebäude mit 25 Stockwerken, 1200 Plätzen in der Tiefgarage und einer Gesamtgeschossfläche von 48.500 Quadratmetern ab. Prominenter Gegner im Stadtrat war der damalige Bürgervorsteher Ernst-Wilhelm Stojan von der SPD. Seine Partei stimmte in der entscheidenden Sitzung des Stadtrats trotzdem für den Bau, der vom Westerländer Stadtrat im November mit 12 zu 8 beschlossen wurde. Zu diesem Zeitpunkt hatte sich die Gemeinde bereits soweit in Verträge mit Bense verstrickt, dass eine Ablehnung die Gemeinde mehrere Millionen DM an Entschädigungszahlungen gekostet hätte.

## Diskussionen in Land und Bund
Nachdem der Stadtrat sich endgültig für den Bau des Gebäudes ausgesprochen hatte, wandten sich die Gegner an das Land Schleswig-Holstein mit ihrem Protest. Das Innenministerium in Schleswig-Holstein unter Innenminister Rudolf Titzck kippte am 18. April 1972 den Bebauungsplan. Das Ministerium begründete seine Ablehnung mit Gründen des Umweltschutzes, der Belastung für den Naturraum und den Verkehrsströmen, die das Projekt nach Westerland brächte. Im weiter laufenden Streit zwischen Land und Gemeinde entzog das Land im September 1973 sogar ganz die Befugnis zur Erteilung von Baugenehmigungen.
Bereits im Februar 1972 war der Bundestagsabgeordnete Richard Tamblé aus Westerland wegen der Querelen um den Bau aus der SPD ausgetreten.

## Danach
Nach dem Ende des Baus verklagte Bense die Stadt Westerland auf Entschädigungszahlen von 3,25 Millionen DM. Im Jahr 1977 wiesen Gerichte die Klagen endgültig zurück. Im Jahr 2013 bezeichnete die Sylter Rundschau das Gebäude als „größte Bausünde, die der Inselmetropole bislang drohte.“